# Verwaltungsgemeinschaft Gerbstedt

Ligging Verwaltungsgemeinschaft Gerbstedt

In de voormalige Verwaltungsgemeinschaft Gerbstedt, gelegen in de Landkreis Stendal in Duitsland, werkten twaalf gemeenten gezamenlijk aan de afwikkeling van hun gemeentelijke taken. De Verwaltungsgemeinschaft had een oppervlakte van 102,26 km² waarop 8628 inwoners leefden (stand: 31 december 2006).

## Deelnemende gemeenten
Ondestaande gemeenten maakten op datum van opheffing deel uit van de Verwaltungsgemeinschaft
- Augsdorf
- Freist
- Friedeburg (Saale)
- Friedeburgerhütte met Ortsteil Adendorf
- Gerbstedt
- Heiligenthal met Ortsteilen Helmsdorf en Lochwitz
- Hübitz
- Ihlewitz
- Rottelsdorf met Ortsteil Bösenburg
- Siersleben met Ortsteil Thondorf
- Welfesholz
- Zabenstedt

Tot 15 juni 2009 behoorden de gemeenten Burgsdorf en Klostermansfeld tot de Verwaltungsgemeinschaft. Deze zijn respectievelijk overgegaan naar Verwaltungsgemeinschaft Lutherstadt Eisleben en Verwaltungsgemeinschaft Mansfelder Grund-Helbra.
Bij de opheffing van de Verwaltungsgemeinschaft op 1 januari 2010 zijn met uitzondering van Heiligenthal, Freist en Friedeburg (Saale) alle gemeenten overgegaan naar de nieuw gevormde eenheidsgemeente Gerbstedt. De 3 resterende gemeenten volgden pas op 24 januari 2010.